# 2022年吉萨教堂火灾
2022年8月14日，埃及开罗郊区吉萨伊姆巴巴社区的科普特教会之阿布塞芬教堂发生火灾，事发时有逾五千名信徒正在参与弥撒。埃及卫生和人口部称事件造成41死（含儿童）45伤。教堂的一名神父阿卜杜勒·马西赫·巴希特亦死于火灾。

## 背景
埃及的建筑物大多未达到安全标准且检查不力，电气火灾已成常事。医院曾发生多起火灾，例如2020年的一场火灾造成七名2019冠状病毒病患者死亡。2002年，一节客车上的火苗蔓延到全车，造成370人死亡，而在2021年发生在开罗郊区某服装厂的一场火灾造成20人死亡。
阿布塞芬教堂是吉萨最大的教堂之一，吉萨是仅次于开罗的埃及第二大城市。埃及规定教堂的建筑许可必须由总统亲自批准，由于项目难以获得施工许可，擅自施工的现象普遍存在，而且建筑的消防安全等级大多不达标。

## 火势
埃及内政部将火灾的肇因归为教堂二楼的空调故障。而卫生部表示火灾造成的大多数系吸入性窒息和踩踏所产生。
教堂设有托儿所，安全部门报告说，大多数遇难者是儿童。
此次火灾导致41人死亡，45人受伤。当地一家医院的记录显示，该院收到20具尸体（含10名儿童），而另一家当地医院则收到了21具尸体。附近一座教堂的牧师说，孩子们被带到更高的楼层以避火，而非疏散到安全地区。
有目击者报告称人们试图跳楼逃生。据报道，在火势恶化前，有旁观者冲进教堂帮助疏散被困者。
这场火灾为近年来埃及死伤最惨重的一次，该国最高检察官下令对大火进行调查。被困在教堂的人的亲属说，医护人员和消防员到达现场的速度很慢，半岛电视台采访的一名目击者说，一辆救火车花了两个小时才到达，而卫生部表示，第一辆消防车在收到第一起通报两分钟后就已到达。目击者称，大火从早上8点开始，持续两小时后方结束。
虽然埃及的科普特人面临歧视、袭击和宗教暴力，但教会和埃及官方都认为火灾为偶发事件。

## 反应
埃及总统阿卜杜勒·法塔赫·塞西发表声明表示遗憾，他说：“我向在每一位无辜受害者的家属表示诚挚的哀悼。”埃及总理穆斯塔法·马德布利宣布，每名死者家属将获赔十万埃及镑，伤者最高可获赔两万埃及镑。社会团结部长进一步宣布，爱资哈尔清真寺和其他民间社会团体将向受害者及其家人集资五万埃及镑。爱资哈尔清真寺表示哀悼，大伊玛目艾哈迈德·塔伊布向科普特教皇塔瓦德罗斯二世表示慰问。埃及国家足球队队长穆罕默德·萨拉赫也在推特上发文致哀。 